# Косина, Гергей
Гергей (Герго) Косина (венг. Gergely (Gergő) Kosina; род. 11 июля 1996 года) - венгерский пловец в ластах.

## Карьера
Специализируется в плавании в классических ластах, а на дистанции 200 м в классических ластах является обладателем действующего мирового рекорда. Тренируется в клубе «Debreceni Búvárklub».
В 2011 году на юниорском чемпионате мира выступал на трёх дистанциях: 50 метров (4 место), 100 метров (3 место) и 200 метров (1 место), причём установил юниорский мировой рекорд. 
С юниорского чемпионата мира 2012 года привёз бронзу 50-метровки и золото 200-метровки (причём установил новый мировой рекорд). Ещё одну бронзу Косина завоевал в эстафете 4х200 метров.
Дебют на чемпионате Европы стал не столь удачным. Лишь седьмое место в эстафете.
Юниорский чемпионат Европы 2013 года становится очень удачным: три мировых рекорда, четыре золота и две бронзы в эстафете. На чемпионате мира в Казани Гергей завоевывает золото с мировым юниорским рекордом на 200-метровке, при менее удачном выступлении (5 место) на 100-метровке.
На чемпионате Европы 2014 года - золото и мировой рекорд на 200-метровке. По итогам 2014 года был признан лучшим пловцом-подводником Венгрии.
На чемпионате мира 2016 года выиграл золото на 200-метровке и серебро - на 100-метровке.
Серебряный призёр Всемирных игр 2017 года.